# Juan Carlos Elijas
Juan Carlos Elijas (Tarragona, 1966) es un escritor y profesor de lengua española en el instituto Pons d’Icart de Tarragona. Es miembro de la Asociación Colegial de Escritores de Catalunya, forma parte de la Tertulia de Poesía Mediona 15 y ha publicado más de veinte libros de poesía en español y catalán.

## Poesía
- Vers.o.s. atávicos. Tarragona: Cuadernos de la Perra Gorda, 1998
- La tribu brama libre. Tarragona: Cuadernos de la Perra Gorda, 2003
- Versus inclusive. Tarragona: Zarppa’s Entertainment, 2004
- Camino de Extremadura. Zaragoza: Gobierno de Aragón, 2005
- Talkin’ heads. Varese, Italia: La torre degli arabeschi, 2006
- Al alimón –con Manuel Camacho-. Puebla, México: Ala Impar/UAP, 2006
- Talking Heads. Tarragona: Silva Editorial, 2007
- Delfos, me has vencido. Barcelona: El Bardo, 2009
- Cuaderno de Pompeya. Zaragoza: Prensas Universitarias, 2009
- Último aullido para Allen Ginsberg / Últim udol per l’Allen Ginsberg. Girona: Quadrivium, 2011
- Lisboa blues. Tarragona, Cuadernos de la Perra Gorda: 2011
- Per un nus a la gola. Lleida, Pagès Editors: 2012
- Flors a les parpelles. Alicante: Aguaclara, 2014
- Sonetos a Simeonova. Ceutí: Alacena Roja, 2014
- El todo por los cuernos. Valencia: Orel, 2014
- Ontología poética. Sevilla: La isla de Siltolá, 2015
- Balada de Berlín. Zaragoza: Los Libros del Gato Negro, 2017
- Tarde azul y jackpot. Mérida: Editora Regional de Extremadura, 2017
- Seis sextetos. Sevilla: La isla de Siltolá, 2017
- La sustancia última del mundo. Teruel: Ayuntamiento, 2017
- Tríptics dels déus absents. Benicarló: Onada Edicions, 2018
- Desorden de espíritu. Madrid: Reino de Cordelia, 2018
- Juan Carlos Elijas. Lleida, Tarragona: Edicions de la Universidad de Lérida, Publicacions de la Universidad Rovira i Virgili, 2019
- La conquista. Madrid: Tigres de papel, 2019
- Roma ciudad cerrada. Madrid: Amargord, 2020
- Quadern de l'ornitòleg. Terres de l'Ebre: Editorial Petròpolis, 2021
- Padre polvo. Madrid: Huerga & Fierro, 2021

## Teatro
- Trilogía de la ambición. Terres de l'Ebre: Editorial Petròpolis, 2022

## Narrativa
- Proso modo [Diario, fábulas y peripecias de Jordi Coboia: pandémico y terrestre]. Madrid: Reino de Cordelia, 2023

## Premios literarios
Algunos de los premios literarios que ha ganado son:
- 1er Premio de Poesia José Agustín Goytisolo 2001 (Barcelona)
- Premio Internacional Miguel Labordeta 2003 (Zaragoza)[4]
- 1er Premio XXI Concurso Literario Universidad de Zaragoza 2009
- Premio de poesía M.M. Marçal 2012 (Mollerussa)[5]
- Premi Paco Mollá 2013 (Petrer)
- Amantes de Teruel (2017)[6]
- Premi Ciutat de Sagunt de poesia 'Jaume Bru i Vidal' 2017 (Sagunt)